# مجلة أخبار الكيمياء والهندسة
أخبار الكيمياء والهندسة (بالإنجليزية: Chemical & Engineering News اختصارًا C&EN) هي مجلة إخبارية أسبوعية تنشرها الجمعية الكيميائية الأمريكية، وتقدم الأخبار والتحليلات المهنية والتقنية في مجالات الكيمياء والهندسة الكيميائية. وتنشر معلومات عن آخر الأخبار والأبحاث في تلك المجالات، ومعلومات عن الفرص الوظيفية، وأخبار الأعمال والصناعة، وأخبار الحكومة والسياسة والتمويل والتقارير الخاصة في هذه المجالات. المجلة متاحة لجميع أعضاء الجمعية الكيميائية الأمريكية.

## تاريخ
تأسست المجلة في عام 1923، وانطلقت على شبكة الإنترنت في عام 1998.
رئيسة التحرير هي بيبيانا كامبوس سيجو.

## الاستخلاص والفهرسة
تم تلخيص المجلة وفهرستها في خدمة المستخلصات الكيميائية، مؤشر الاقتباس العلمي، وسكوبس.

## روابط خارجية
- الموقع الرسمي